# Jean Marie Vũ Tất
Jean Marie Vũ Tất (ur. 10 marca 1944 w Dị Nậu) – wietnamski duchowny rzymskokatolicki, biskup pomocniczy Hưng Hóa w latach 2010–2011, biskup diecezjalny Hưng Hóa w latach 2011–2020, od 2020 biskup senior diecezji Hưng Hóa.

## Życiorys
Jean Marie Vu Tât urodził się 10 marca 1944 w Di Nâu. Ukończył studia średnie w niższym seminarium duchownym w Son Loc. W latach 1969–1987 uczęszczał prywatnie na kursy filozofii i teologii, jednocześnie pracując na swoje utrzymanie. 1 kwietnia 1987 – po długim oczekiwaniu na zgodę rządu, otrzymał święcenia prezbiteratu.
Po święceniach pełnił następujące funkcje: 1987–1992: delegat ds. duszpasterstwa powołań; 1992–1998: asystent administratora diecezjalnego; 1995–1997: uzyskał licencjat z prawa kanonicznego na Papieskim Uniwersytecie Urbaniana; 1997–1998: uczęszczał na kurs duszpasterski w Instytucie Katolickim w Paryżu; 1998–2003: asystent biskupa oraz kierownik duszpasterstwa misyjnego prowincji Lao Cai; 1999–2004: profesor prawa kanonicznego; 2005–2010: prorektorem w Wyższym Seminarium Duchownym w Hanoi.
29 marca 2010 papież Benedykt XVI prekonizował go biskupem pomocniczym diecezji Hưng Hóa ze stolicą tytularną Tisiduo. Święcenia biskupie otrzymał 15 czerwca 2010 na placu przed katedrą św. Teresy w Son Tay. Udzielił mu ich Antoine Vũ Huy Chương, biskup diecezjalny Hưng Hóa, w asyście Pierre Nguyễn Văn Khảm, biskupa pomocniczego Ho Chi Minh i Laurent Chu Văn Minh, biskupa pomocniczego Hanoi. Jako zawołanie biskupie przyjął słowa „Veritatem facientes in Caritate” (Prawda w miłości).
1 marca 2011 papież Benedykt XVI mianował go biskupem diecezjalnym Hưng Hóa. Ingres do katedry św. Teresy, w trakcie którego kanonicznie objął urząd, odbył 22 marca 2011.
29 sierpnia 2020 papież Franciszek przyjął jego rezygnację z obowiązków biskupa diecezjalnego Hưng Hóa.